# MINIX
MINIX je svobodný otevřený, unixový operační systém postavený na architektuře mikrojádra. MINIX napsal Andrew S. Tanenbaum, aby ho mohl využít při výuce operačních systémů a také tím inspiroval vývojáře linuxového jádra. Jméno MINIX je odvozeno ze slov minimal a Unix. V roce 2023 již není systém vyvíjen (poslední změna v Gitu je z roku 2018 a poslední příspěvek v Usenet skupině je z roku 2020).

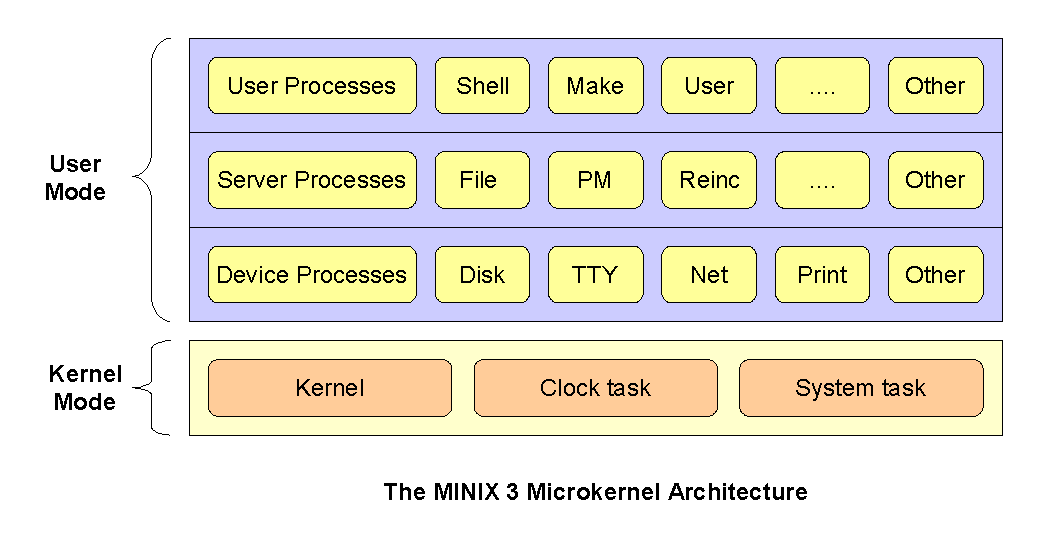
architektura jádra Minix
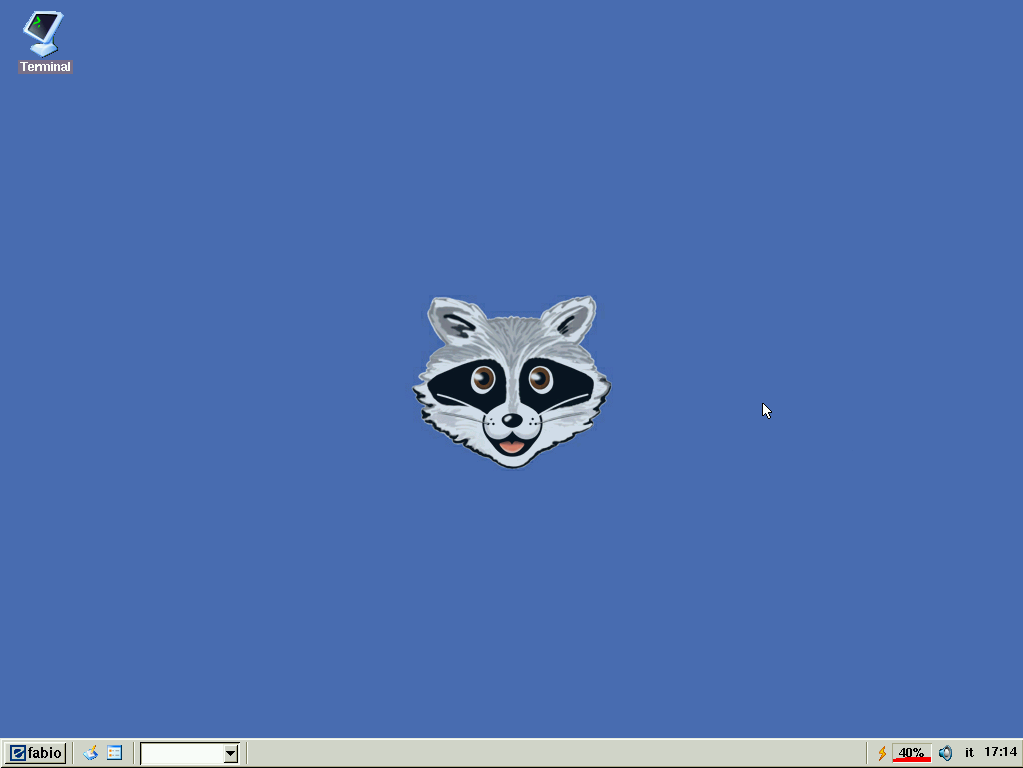
MINIX 3.1.7 spuštěný s X11 a EDE

## Historie
Andrew S. Tanenbaum vytvořil MINIX na universitě Vrije v Amsterodamu, aby názorně objasnil principy a funkce operačního systému, které v roce 1987 publikoval v knize Operating Systems: Design and Implementation. Tato kniha obsahuje zdrojový kód MINIXu 1.0 napsaný v jazyce C, který byl zkrácen na 12 000 řádků (jádro, správa paměti a souborový systém MINIX). Vydavatelství Prentice-Hall vydalo zdrojové i binární kódy MINIXu na disketě spolu s knihou. MINIX 1 měl systémová volání kompatibilní se 7. verzí UNIXu.
Tanenbaum nejdříve vyvíjel MINIX pro mikropočítače IBM PC a IBM PC/AT. MINIX 1.5 vydaný v roce 1991 podporoval MCA v osobních počítačích IBM PS/2 a byl modifikován pro podporu procesorů Motorola 68000, SPARC a počítačů Atari ST, Commodore Amiga, Apple Macintosh, SPARCstation. Neoficiálně byl upraven pro podporu procesorů Intel 80386 (v 32bitovém chráněném režimu), NS32532, INMOS transputer. Firma Meiko Scientific použila ranou verzi MINIXu jako základ jejich operačního systému MeikOS vyvíjený pro superpočítače.
Poptávka po procesorech Motorola 68000 a jeho dalších verzí klesala, a proto byl MINIX 2.0 zveřejněný v roce 1997 k dispozici pouze pro procesory x86 a pro procesory SPARC. S touto verzí MINIXu vyšla druhá verze Tanenbaumovy učebnice, kterou napsal s Albertem Woodhullem. S touto učebnicí byl MINIX 2.0 distribuován na CD-ROM. MINIX 2.0 vyhovuje standardu pro UNIXové systémy POSIX1, podporuje procesory 386 a novější ve 32bitovém režimu.[zdroj?] Síťový protokol Amobea, který byl MINIXu 1.5, nahradil v MINIXu 2.0 protokol TCP/IP. MINIX 2.0.2 byl neoficiálně upraven pro podporu procesorů Hitachi SH3, 68020 a PDA Jornada 680/690.
Minix-vmd je varianta MINIX 2, která je kompatibilní s procesory Intel-IA 32. Byl vytvořen dvěma vědci na univerzitě Vrije. Má virtuální paměť a X Window System.

## MINIX 3
O MINIXu 3 veřejně hovořil Andrew Tanenbaum 24. října 2005 na konferenci asociace ACM o principech operačních systémů. Lze ho spouštět na jiných operačních systémech jako virtuální počítač pomocí emulátorů Bochs, QEMU, VMware Workstation/Fusion, Microsoft Virtual PC. Verze 3.3.0 byla uvolněna 16. září 2014. Obsahuje X11, emacs, vi, cc, gcc, perl, python, ash, bash, zsh, ftp, ssh, telnet, pine a tisíce dalších NetBSD balíčků. S přidáním X Window System tato verze pracuje nejenom v textovém režimu, ale také i v grafickém režimu. Jelikož je systém postaven na architektuře mikrojádra, může systém pokračovat v činnosti i při selhání některého z ovladačů zařízení. V mnoha případech se ovladač nahradí aniž by ovlivnil běžící procesy.
Upravený MINIX 3 je využit jako operační systém v rámci Intel Management Engine.

## MINIX a Linux
Princip návrhu MINIXu jak ho vymyslel Tanenbaum ovlivnil Linuse Torvaldse při vývoji linuxového jádra. Jeho návrh nového systému se od MINIXu významně lišil, a to především v použití monolitického jádra místo mikrojádra, což bylo předmětem slavného sporu mezi Tanenbaumem a Torvaldsem. První Linuxové jádro bylo vytvořeno na MINIXu, což vedlo ke zdědění různých rysů tohoto systému jako byl systém souborů.

### Obviňování Linuxu, že byl zkopírován z MINIXu
V květnu 2004 Kenneth Brown z Alexis de Tocqueville Institution vznesl obvinění, že hlavní části Linuxového jádra jsou zkopírované z MINIXu. Důvody, jež ho k tomu vedly sepsal a publikoval v dokumentu, který nazval Samizdat. Tato obvinění byla vyvrácena jak veřejností, tak i samotným Tanenbaumem, který toto obvinění na svých www stránkách vyvrátil.

## Licence
V době jeho původního vývoje, byla licence MINIXu považována za velmi svobodnou. Licenční poplatek byl velmi nízký ($69) ve srovnání s ostatními operačními systémy. Ačkoliv si přál Tanenbaum, aby studenti nemuseli za MINIX platit, jeho vydavatel nebyl připraven nabídnout materiál (jako zdrojový kód), který by byl volně šiřitelný bez poplatku. A tak byl zvolen kompromis a v ceně licence byla i Tanenbaumova kniha. Tato licence znemožnila použití MINIXu jako základ pro volně šiřitelný softwarový systém.
Jakmile se na začátku 90. let objevily volně šiřitelné systémy jako Linux a 386BSD, mnoho softwarových vývojářů opustilo vývoj MINIXu a věnovali se vývoji těchto volně šiřitelných systémů. V dubnu 2000 se stal MINIX volně šiřitelným, ale do té doby již jiné operační systémy překonaly jeho schopnosti, a tak se na vývoji systému podílejí studenti a nadšenci.

#### GNU – GNU GPL (licence)
- Free Software Foundation (FSF) – organizace (nadace), která zastřešuje Projekt GNU
  - Projekt GNU – projekt původně Richarda Stallmana, který má za cíl vyvinout kvalitní a svobodný operační systém – GNU
    - GNU GPL – licence napsané Richardem Stallmanem a dalšími, k uskutečnění cílů Projektu GNU
      - GNU Hurd – svobodný operační systém založený na mikrokernelu GNU Mach, vyvíjený Projektem GNU
        - GNU Mach – jádro operačního systému GNU Hurd; mikrokernel

      - GNU Hurd NG – svobodný operační systém založený na mikrokernelu seL4
        - seL4 – jádro operačního systému GNU Hurd NG

      - Linux (jádro) – jádro svobodného operačního systému, vyvíjené Linux Foundation; modulární monolitické jádro
      - Linux-libre – jádro svobodného operačního systému, vyvíjené dcerou FSF (FSFLA), fork Linux (jádro); modulární monolitické jádro

#### BSD – BSD licence
- Berkeley Software Distribution – obchodní organizace při University of California, Berkeley, která vyvinula licenci BSD a používala pro práce nad operačním systémem BSD Unix.
  - BSD licence – licence organizace BSD, která používala pro BSD Unix a odvozená díla
    - FreeBSD – svobodný operační systém, který vznikl z BSD Unixu; modulární monolitické jádro
    - DragonFly BSD – svobodný operační systém, fork FreeBSD 4.8 s hybridním jádrem
    - NetBSD – svobodný operační systém, který vznikl z BSD Unixu (před FreeBSD); modulární monolitické jádro
    - OpenBSD – svobodný operační systém, fork NetBSD zaměřený na bezpečnost; monolitické jádro
    - MINIX 3 – svobodný operační systém; mikrojádro navržené a vytvořené vědcem Andrew S. Tanenbaumem

### Další čtení
- NetBSD
- L4 – svobodný operační systém; mikrojádro navržené a vytvořené vědcem Jochenem Liedtkem
- Unix